# ヨメナ

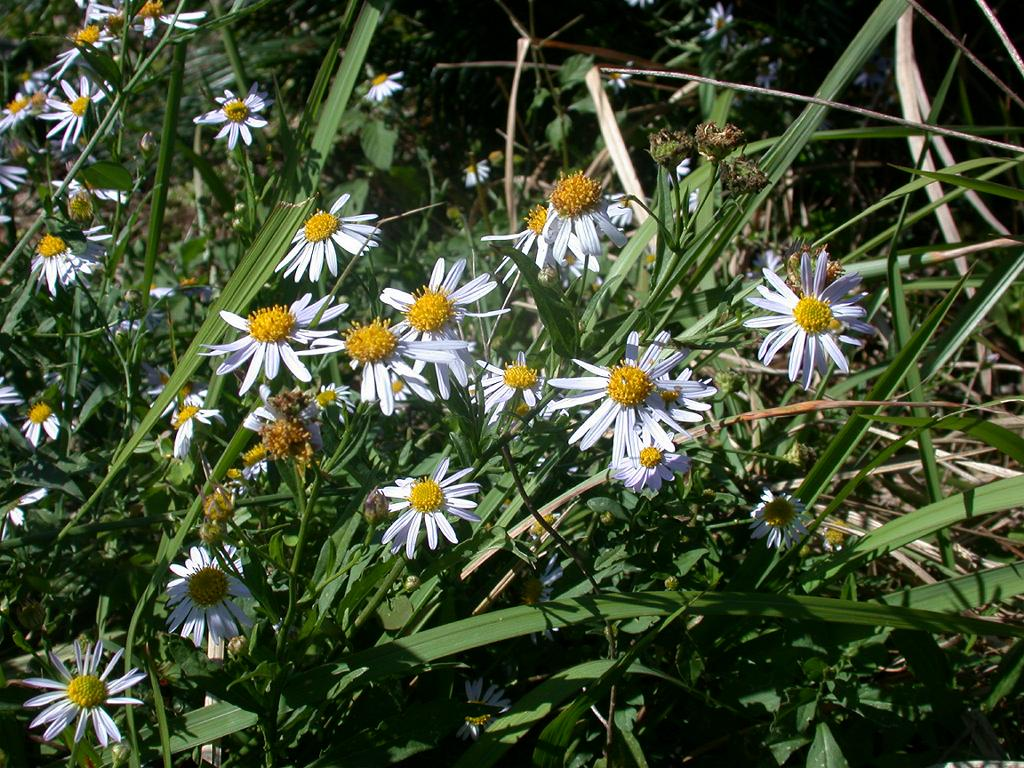
ヨメナの花序、花が散ったものを含む。

ヨメナ（嫁菜、娵菜、学名：Aster yomena）はキク科シオン属の多年草で、道端で見かける野菊の一種である。別名、ウハギ、オハギ、ヨメノサイともよばれる。日本では万葉の昔から親しまれており、若芽を摘んで食用にすることができる。

## 名称
和名「ヨメナ」の由来は、嫁菜とも夜目菜とも言われ、はっきりしない。一説には、美しく優しげな花を咲かせるため「嫁」の名がつくといわれている。また、古くから女性が好んで摘んだのでこの名があるともいわれる。なお、のぎくをヨメナの別名とする記述が国語辞典関連ではよく見られるが、植物図鑑ではヨメナの別名としてノギクを挙げた例はない。
地方により別名、ウハギ、オハギ、ハナギ、ヨメガハギ、ヨメノサイ、カンサイヨメナともよばれる。

## 分布
日本の本州（中部地方以西）、四国、九州に分布する。中国には一部で帰化しているらしい。
道端やあぜ道、土手などに群生している。ごく普通の植物であるが、山間でも見かける。やや湿ったところを好む。

## 特徴
多年生の草本。一般に野菊とよばれる植物のひとつで、ヨメナはその代表格として知られ、秋に薄紫か白い菊の花をつける。ただし、よく似た姿のキク類は他にもいくつかあり、一般にはそれらをまとめてヨメナと呼んでいることが多い。
地下茎があり、長く横に走らせて先端から新芽を出して小さな群落を作る。芽立ちのころは、茎の基部が赤色を帯びている。茎は高さ30 - 100センチメートル (cm) ほどになり、上の方で枝分かれして、小さな茂みを作る。葉・茎とも毛は生えていない。葉は卵状楕円形で、葉の縁には浅くて大きな鋸歯がある。色は深緑で、つやがあまりない。
花期は夏から秋にかけて（7 - 10月）。分枝した茎の先端に薄紫色の頭状花をつける。花茎は基部で少し枝分かれする。花はいわゆる野菊の花である。外側にはサジ型の白い舌状花が並び、内側には黄色い管状花が密生する。
花が落ちるとあとには種子（実際は果実）が並んでいるのが見える。種子にはタンポポのような冠毛は全くなく、タイルが並んでいるような外見となる。
ヨメナの染色体数は2n=63で、これは中国から九州に入ったオオユウガギク（2n=72）と南から侵入したコヨメナ（2n=54）の交配で生まれたと考えられている。

## 利用
春（3 - 5月ごろ）のやわらかい若芽が5 - 6 cmに伸びたところを摘んで食べる。採取するときは、根元からナイフなどでそぎ取るようにして採る。古くは『万葉集』の時代から使われていたようで、オハギ、あるいはウハギと呼ばれている。キク科特有の香味で、シュンギクのような香りと味がする。灰汁は弱いほうであるが、摘んでから置いておくと灰汁がまわるので、早めに茹でて水にさらして灰汁抜きする。食べ方は、茹でておひたしや和え物、炒め物、煮浸し、卵とじ、薄い塩味で炊いたヨメナご飯なども知られる。生で天ぷらにして食べられる。秋の花も利用でき、7 - 9月ごろに採取して天ぷらにする。
雑草に類するものであり、見れば美しいと思うかもしれないが、積極的に育てられるものではない。駆除しようとすると地下茎があるから厄介者である。

## 近縁種
この属は東アジアに約十種、日本には六種が知られる。日本のヨメナ属のものはオオバヨメナを除いて、どれもよく似ている。
オオユウガギク K. incisa (Fish.) DC.
ヨメナより一回り大きく、葉はやや深く切れ込む。湿地などに生え、四国と九州、それに本州西部にある。国外では中国東北部からシベリアに産する。
カントウヨメナ K. pseudoyomena Kitam.
ヨメナに似るが、より小型。葉がやや薄く、やや切れ込みが深い。関東以北の本州に分布。
ユウガギク K. pinnatifida (Maxim.) Kitam.
ヨメナに似るが、より小型。葉は薄く、大きく裂けることがある。近畿地方以北の本州に分布。
コヨメナ K. indica (L.)
ヨメナに似るが全体に小型で、背丈はせいぜい50cm。四国、九州南部から琉球列島、小笠原に分布。国外では朝鮮南部、中国からインドシナ、インドまで。
オオバヨメナ K. miqueliana (Hara) Kitam.
山林に生育する種で、花はやや小さい。葉がハート形をしている。四国、九州に分布する。

## 類似のもの

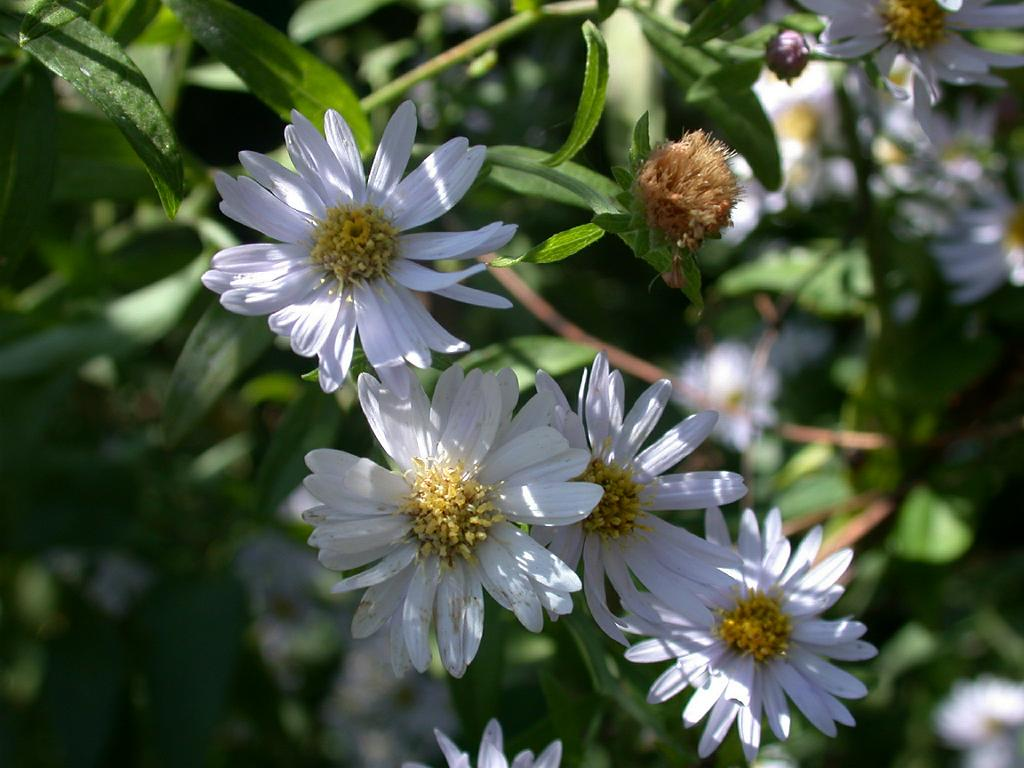
ノコンギクの花序、綿毛が見える。

一般に野菊と言われるものには様々なものがある。見かけの随分違うものも多いが、ヨメナに類似の植物はかなり多く、区別が難しいものもある。
特によく似ているもので最も普通なのがノコンギク（Aster ageratoides Turcz. subsp. ovatus （Franch. et Sav.） Kitam.）である。草の姿、葉の形等非常によく似ている。区別点の一つは花序の形で、ヨメナが花序の基部で分枝し、個々の花の柄は長いのに対して、ノコンギクの花序は途中から上の方で分枝するので、個々の花の柄は短い。記憶用にはこれを称して「ヨメナはハナの下が長い」という。また、ヨメナの葉がほとんど無毛なのに対して、ノコンギクは細かい毛がある。もっと確実に判断するには、種子の冠毛を見るとよい。ヨメナは全くないのに対して、ノコンギクの場合は立派な冠毛が多数ある。花が落ちるころにはブラシのような姿になるし、花が咲いていても、それをむしれば確認できる。

## 分類学的扱い
かつてはヨメナ属 Kalimerisに分類された。シオン属 Asterとは、痩果の上端に冠毛が発達しない点で異なるため、別属とされた。しかし、近縁であることは以前から認められ、近年では、シオン属にまとめる考えが主流になりつつある。